# Chatjisar
Chatjisar (armeniska: Խաչիսար) är ett berg i Armenien. Det ligger i provinsen Kotajk, i den centrala delen av landet, 9 kilometer öster om huvudstaden Jerevan. Toppen på Chatjisar är 1 624 meter över havet, eller 38 meter över den omgivande terrängen. Bredden vid basen är 0,37 km.
Terrängen runt Chatjisar är lite bergig. Runt Chatjisar är det ganska tätbefolkat, med 149 invånare per kvadratkilometer.. Närmaste större samhälle är huvudstaden Jerevan, 9,1 kilometer väster om Chatjisar.
Trakten runt Chatjisar består i huvudsak av gräsmarker.